# Могилевская, Наталия Алексеевна
Ната́лья Алексе́евна Могиле́вская (укр. Ната́лія Олексі́ївна Могиле́вська; род. 2 августа 1968, Киев, Украинская ССР, СССР) — украинская певица, автор исполнитель, композитор, актриса и телеведущая, продюсер. Народная артистка Украины (2004).

## Биография
Родилась 2 августа 1975 года в Киеве.
Окончила девять классов киевской средней школы имени В. И. Кудряшова № 195 на Березняках.
Окончила Киевское эстрадно-цирковое училище.
Солистка и актриса театров: Украинского фольклорного театра «Родина», Киевского дома актёров, Киевского театра эстрады, еврейского театра «Штерн».

### 1990-е
В 1995 году начала сольную карьеру.
До 1998 года сотрудничала с продюсером и композитором Александром Ягольником, исполняла его песни. В этом же году победила на «Славянском базаре» в Витебске (Белоруссия). Первые хиты — «Девчонка с волосами цвета лилий», «Подснежник» и «Иерусалим».
В 1996 году поступила в Киевский национальный университет культуры и искусств (КНУКиИ).
1997 год — первый альбом «Ла-ла-ла» (продано более миллиона копий).
1998 год — альбом «Подснежник».
1999 год — альбом «Только я», песня «Місяць» стала песней года на Украине, а Наталья признана лучшей певицей.

### 2000-е
2000 год — всеукраинское турне в поддержку альбома «Только я».
2001 год — альбом «Не такая». Наталья признана лучшей певицей Украины и получает премию «Золотая Жар-птица».
2002 год — альбом «Зима». Видеоклип на песню «Зима (плюшевый мишка)» с Дмитрием Гордоном.
2003 год — альбом «Самое… самое». Видеоклип на песню «Лимоновый фонарь». Выход книги Лады Лузиной под названием «Я — ведьма!», прообразом одной из главных героинь которой стала Наталья Могилевская.
2004 год — переиздание альбома «Самое…самое» с новой песней «Полюби меня такой». становится телеведущей и получает премию «Телетриумф» как лучшая телеведущая года. Пышная свадьба с Дмитрием Чалым. Почётное звание «Народная артистка Украины». Телепроект «Шанс» телекомпании «Интер», где Наталия выступает телеведущей и продюсером. становится продюсером Ольги Кочетковой и снимает клип «Всё ещё будет», а также обращает внимание на Виталия Козловского, с которым поёт в дуете свою песню «Відправила message». Видеоклип «Полюби меня такой».

2005 год — два социально значимых клипа «Ты знаешь», «Немає правди в словах». Видеоклип дуэта с Кузьмой «Ти мені не даєш». Развод с Дмитрием Чалым. Видеоклип дуэта с Филиппом Киркоровым «Я скажу тебе Вау!..» 

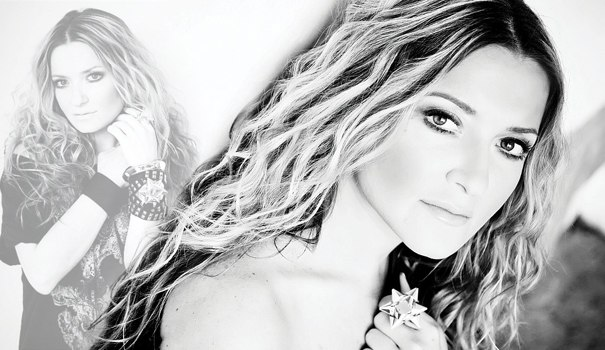
20 апреля 2009 года

2006 год — выход украиноязычного альбома «Відправила message». Второе место на телепроекте «Танцы со звёздами» на канале «1+1». Первое место в проекте «Звёздный дуэт» (вместе с продюсером программы «Шанс» Игорем Кондратюком) на телеканале «Интер».
2007 год — титул самой красивой женщины страны по версии журнала «Viva!». Съёмки клипа на песню «Этот танец», презентация одноимённого альбома и одноимённый тур по стране вместе с партнёром по «Танцах …» Владом Ямой. Сольный концерт в Киеве в рамках тура «Этот танец». Участие и второе место в проекте «Танцы со звёздами — 3».
В июне 2007-го певица сообщила об уходе из программы «Шанс». Однако после перехода проекта на телеканале «1+1» вернулась в проект, с которым успешно сотрудничала в 2008 году.
2008 год — участие в проекте «Фабрика звёзд — 2». стала продюсером проекта. Выход клипа «Реал О» на песню «фабриканта» Влада Дарвина.
2009 год — тур по городам Украины «Фабрика в твоём городе», съёмка клипов для «фабрикантов».
2009 год — в сентябре принимает участие во всеукраинском туре «С Украиной в сердце!», который организовала в свою поддержку на предстоящих президентских выборах действующий премьер-министр Украины Юлия Тимошенко. В ноябре 2009 года Могилевская стала доверенным лицом в Автономной Республике Крым кандидата в президенты Украины Юлии Тимошенко на выборах в январе-феврале 2010 года.

### 2010-е

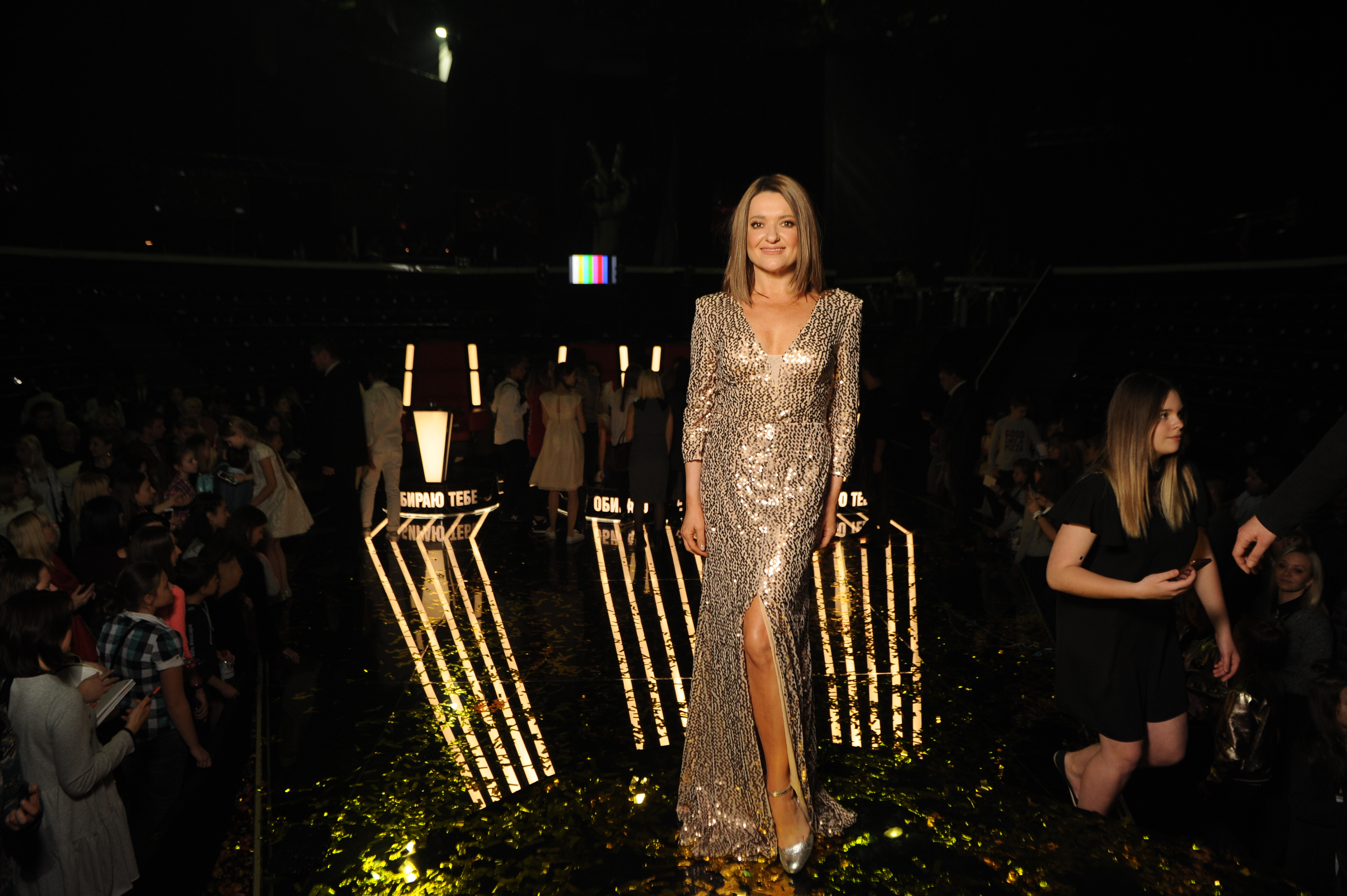
В финале 4-го сезона украинского телешоу «Голос. Дети», 18 декабря 2017 года

2010 год — член жюри «Фабрики звёзд. Суперфинал» («Новый канал», Украина).
2011 год — член жюри танцевального шоу «Танцы со звёздами».
2012 год — член жюри и представитель Южного региона в шоу «Майданс» на телеканале «Интер».
2013 — участница шоу перевоплощений «Як двi краплi».
2015 год — член жюри и тренер вокального шоу «Голос. Діти». Выпустила синглы «Обнять, плакать, целовать» и «Худеть».
2016 год — выпустила синглы «Всё хорошо» и «Я завелась». Открытие двух филиалов детской вокальной школы Talant School в Киеве (Печерск и Оболонь)
2017 год — выпуск сингла «Я танцевала» и победа в танцевальном шоу (с партнёром Игорем Кузьменко) «Танцi з зірками» на телеканале «1+1». Член жюри и тренер вокального шоу «Голос. Діти» (4-й сезон). Открытие филиалов детской вокальной школы Talant School в Одессе и Черновцах.
2018 год — в апреле стартовали продажи авторской книги «Худеем вместе» написанной совместно с диетологом Натальей Самойленко. В октябре выходит песня-посвящение «Personal Jesus» о своем друге Кузьме Скрябине, в конце года открыла пятый филиал школы Talant School в г. Харьков.
2019 год — 5 марта — сольный концерт во Дворце Украина с новой программой «Весна», после которого Могилевская отправилась во всеукраинский тур. 24 августа в День Независимости Украины на концерте в Ботаническом саду представила собственную версию Гимна Украины с учениками Talant School. 10 сентября представила клип, снятый на крыше одного из домов Киева. Осенью выпустила сингл «Покохала».

### 2020-е
2020 год — Карантинный год для артистки стал очень плодотворным, так как певица выпустила 4 видеоработы и EP-альбом, стала тренером шестого сезона юмористического шоу на 1+1 «Лига смеха» и судьей развлекательного шоу на 1+1 «Маскарад». Первой видео премьерой стал мини-фильм и режиссёра Германа Ненова, который состоит из пяти клипов. Все эти видео объединяет не только общий сюжет, но и то, что важно для каждого из вас — любовь. В июле артистка кардинально изменила имидж — став блондинкой и выпустила летний хит «Белый самолёт», а уже осенью стала первой артисткой в украинском бизнес-шоу, которая сделала двойную совместную работу с TikTok домом ULoveHome. Результатами работы стали два видеоклипа: кавер на золотой хит певицы «Місяць», главную роль в котором сыграл Григорий Чапкис и новогодний экспериментальный трек «Натусик».
2021 год — Впервые на Украине показали адаптацию всемирно известного формата «All Together Now» компании «Banijay Rights». Вокальное шоу вышло под названием «Співають всі». Его уникальность в том, что оценивает участников сотня экспертов, а звёздным капитаном стала Наталья Могилевская. В том же году она принимала участие в музыкальном проекте «Маска» на телеканале «Украина».
С самого начала полномасштабного российского вторжения на Украину в феврале 2022 года, оставалась в Киеве. Она начала петь в метро, которое служило бомбоубежищем, заниматься волонтёрством и помогать гуманитарной помощью домам престарелых, детдомам и штабам с переселенцами. За шесть месяцев артистка представила три композиции, посвященные борьбе с захватчиком: «Я кажу НІ!», «Ми будем стояти», «Я вдома». «Народные артисты должны быть с народом», — отвечает исполнительница на упрёки о необходимости выезда и опасности обстрелов. В июне, на День Конституции Украины, Наталья Могилевская презентовала моноспектакль под названием «Я вдома». Премьера прошла с полным аншлагом в стенах Национального театра имени Леси Украинки в Киеве. Автором стихов выступил Юрий Рыбчинский. Автором сценария и режиссером моноспекталя выступила сама Наталья продюсером – Нонна Кондрашева, а за постановку отвечала Ольга Семешкина.

### Семья
Отец — Алексей Могила. Погиб. Мать — Нина Петровна Могила. Умерла.
Старшая сестра — Оксана Могила.
Первый муж (с августа 2004 года по 2005 год) — Дмитрий Чалый, бизнесмен.
Второй муж (с 2006 по 2011 год) — Егор Долинин, бизнесмен.
В 2023 году удочерила двух девочек. 

## Творчество

### Музыкальные альбомы

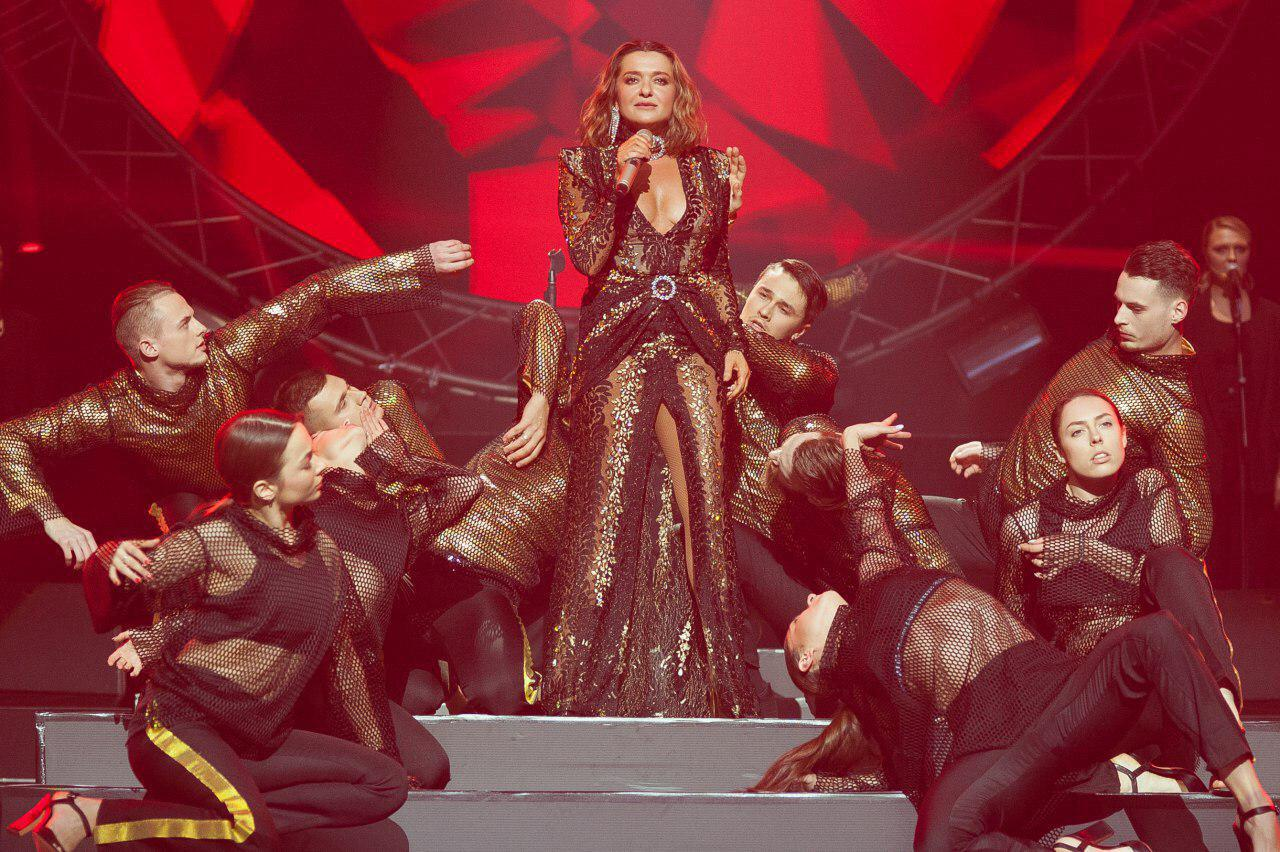
Концерт Натальи Могилевской в Киеве, 5 марта 2019 года

- 1997 — «Ла-ла-ла»
- 1998 — «Подснежник»
- 1999 — «Только Я»
- 2001 — «Я не такая»
- 2002 — «Зима»
- 2003 — «Самое… Самое»
- 2006 — «Відправила message»
- 2007 — «Этот танец»
- 2008 — «Любила»
- 2008 — «Real O»
- 2011 — «Онлайн проект»

### EP
- 2020 —"Любов-то велика сила"

### Синглы
- «Девчонка с волосами цвета лилий» (1997)
- «Подснежник» (1998)
- " Дай мне быть " (1999)
- «Місяць» (1999)
- « Только Я»(1999)
- " Я весна "(2000)
- «Больше никогда»(2001)
- «Я не такая»(2001)
- «Ти моя» (2001)
- «Зима (Плюшевый мишка)» (с Дмитрием Гордоном) (2002)
- «Плачь» (2003)
- « Лимоновый фонарь»(2003)
- «Полюби меня такой» (2004)
- «Ти мені не даеш» (с Кузьмой Скрябиным) (2005)
- «Немає правди в словах»(2005)
- « Знаешь.net» (2005)
- « Він не сказав ні слова»(2006)
- «Я скажу тобі ,Вау!»(с Ф. Киркоровым)(2006)
- «Вільний птах»(2006)
- « Відправила message»(2006)
- «Этот танец» (2007)
- «Real O» (2008)
- «Любила» (2008)
- «DVD» (с Макс Барских) (2009)
- «Исцелена» (2010)
- «Морские звёзды» (2010)
- «Изменница» (2011)
- «На грани» (2012)
- «Домой я отпустила любовь» (2012)
- «Нахал» (2013)
- «Гении» (2013)
- «Луноход» (2013)
- «Молодая-новая» (2013)
- «Спасибо, мама» (2014)
- «Обнять. Плакать. Целовать.» (2015)
- «Худеть» (2015)
- «Все хорошо» (2015)
- « Я Завелась» (2016)
- «Я танцевала» (2017)
- «Я танцевала» (by МONATIK Chilibi Sound) (2017)
- «Под Луной» (2017)
- «Personal Jesus» (2018)
- «Я покохала» (2019)
- «Белый самолёт» (2020)
- «Натусик» (2020)
- «До дна» (2021)
- «Что бы не случилось - Пой! / Я  тебя выдумала» (2022)
- «Я кажу Ні , жахливій цій війні!» (2022)
- «Ми будемо стояти» (2022)
- "Я вдома/ Діва Марія" (2022)

### Видео
| Год  | Клип                                        | Режиссёр                     |
| ---- | ------------------------------------------- | ---------------------------- |
| 1996 | «Вспоминай»                                 | Н. Могилевская               |
| 1997 | «Ла-ла-ла»                                  | В. Докаленко                 |
| 1998 | «Она»                                       | С. Лысенко                   |
| 1998 | «Подснежник»                                | В. Докаленко                 |
| 1999 | «Только я»                                  | М. Паперник                  |
| 1999 | «Місяць»                                    | М. Паперник                  |
| 2000 | «В Киеве осень»                             | М. Паперник                  |
| 2000 | «Я — весна»                                 | М. Паперник                  |
| 2001 | «Я не такая»                                | С. Горов                     |
| 2001 | «Больше никогда»                            | А. Солоха                    |
| 2001 | «Ти моя» (feat. Александр Пономарев)        | М. Паперник                  |
| 2002 | «Зима» (feat. Дмитрий Гордон)               | М. Паперник                  |
| 2003 | «Плачь»                                     | И. Стеколенко, А. Стеколенко |
| 2003 | «Лимоновый фонарь»                          | М. Паперник                  |
| 2004 | «Полюби меня такой»                         | А. Бадоев                    |
| 2005 | «Знаешь, net»                               | А. Бадоев                    |
| 2005 | «Немає правди в словах»                     | А. Бадоев                    |
| 2005 | «Ти менi не даєш» (feat. Кузьма Скрябин)    | К. Царик                     |
| 2006 | «Я скажу тобi Вау!» (feat. Филипп Киркоров) | К. Царик                     |
| 2006 | «Відправила message»                        | А. Бадоев                    |
| 2007 | «Этот танец»                                | А. Бадоев                    |
| 2008 | «Любила»                                    | А. Бадоев                    |
| 2008 | «Real O»                                    | А. Бадоев                    |
| 2009 | «DVD» (feat. Макс Барских)                  | А. Бадоев                    |
| 2010 | «Исцелена»                                  | А. Бадоев                    |
| 2010 | «Морские звёзды»                            | О. Навроцкая                 |
| 2011 | «Изменница»                                 | Н. Могилевская, О. Навроцкая |
| 2012 | «На грани»                                  | О. Навроцкая                 |
| 2012 | «Домой я отпустила любовь»                  | В. Разиховский               |
| 2015 | «Худеть»                                    | А. Бадоев                    |
| 2016 | «Всё хорошо»                                | О. Журба                     |
| 2016 | «Завелась»                                  | И. Грабар                    |
| 2017 | «Я танцевала»                               | И. Грабар                    |
| 2018 | «Personal Jesus»                            | О. Навроцкая                 |
| 2019 | «Я Покохала»                                | И. Швыдченко                 |
| 2020 | «Любов-то велика сила»                      | Г. Ненов                     |
| 2020 | «Белый самолёт»                             | Г. Ненов                     |
| 2020 | «Місяць» feat. Daniel Vegas and ULove Home  | Н. Могилевская               |
| 2020 | «Натусик» feat. ULove Home                  | Н. Могилевская               |
| 2021 | «До дна»                                    | Я. Бугаев                    |
| 2022 | "Я кажу Ні!"                                | Н. Могилевская               |
| 2022 | "Ми будем стояти"                           | Н. Могилевская               |
| 2022 | "Я кажу Ні! (feat. Юрій Городецький)"       | Н. Могилевская               |
| 2022 | "Я вдома"                                   | Н. Могилевская               |

### Фильмография
- 1998 — «Бери шинель…» (Украина)
- 2003 — «Снежная королева» (Россия, Украина) — Продавщица хлопушек
- 2007 — «Держи меня крепче» (Украина) — Ольга Туманова
- 2007 — «Очень новогоднее кино, или Ночь в музее» (Украина) — Вампирша

### Озвучивание мультфильмов
- 2011 — «День рождения Алисы» (Россия) — капитан космического корабля (украинский дубляж)

## Награды
- 1995 — победительница конкурса «Славянский базар» в Витебске (Белоруссия)[1].
- 1999 — «Лучшая певица» и «Лучшая песня» на фестивале «Таврийские игры» Золотая Жар-птица Украины[14].
- 2001 — «Лучшая певица» на фестивале «Таврийские игры», золотая жар-птица Украины[15].
- 2001 — почётное звание «Заслуженный артист Украины»[16].
- 2004 — почётное звание «Народный артист Украины»[17].
- 2006 — народная премия «Телезвезда» в номинации «Лучшая телеведущая»[18].
- 2006 — «Киевлянка года».
- 2007 — «Самая красивая» за 2006 год по версии журнала «Viva!»[19].
- 2007 — народная премия «Телезвезда» в номинации «Лучшая пара» (в паре с Владом Ямой)[18].
- 2008 — специальная премия «Кумир нации» газеты «Комсомольская правда в Украине» за 2007 год в рамках общенациональной программы «Человек года»[20].
- 2012 — титул «Продюсер года»[21].
- 2017 — премия «Музыкальная платформа», которой были награждены 25 лучших артистов Украины[22].
- 2017 — номинация «Хит года» за песню «Я завелась» на премии «M1 Music Awards».
- 2017 — номинация «Золотой граммофон» за песню «Я завелась» на премии «M1 Music Awards».
- 2021 — премия «Музыкальная платформа» за песню «До дна»[23].
- 2022 — Орден княгини Ольги III степени[24].